# Wreckfest
Wreckfest ist ein Rennspiel, das von Bugbear Entertainment entwickelt und von THQ Nordic vertrieben wird. Die Erstveröffentlichung fand, nach einer vierjährigen Early-Access-Phase, am 14. Juni 2018 für Microsoft Windows statt. Die Veröffentlichung für PlayStation 4 und Xbox One folgte am 27. August 2019. Das Spiel gilt als geistiger Nachfolger der Rennspielserie FlatOut. Am 20. März 2025 erschien mit Wreckfest 2 ein Nachfolger.

## Spielprinzip
Wreckfest simuliert verschiedene Arten von Rennen, unter anderem Stockcar und Banger Racing. Das Rennspiel folgt den gleichen Grundregeln wie die meisten modernen Rennspiele wie Need for Speed oder Gran Turismo. Der Spieler steuert ein Auto in einem Rennen oder Derby mit dem Ziel, das Rennen zu gewinnen bzw. der einzige Überlebende des Derbys zu sein. Vor dem Rennen, wählt der Spieler ein Auto und kann verschiedene Fahrhilfen einstellen. Spieler können auch Fahrzeuge kaufen und verkaufen, Fahrzeuge anpassen und Upgrades durchführen. Das Spiel bietet drei verschiedene Spiel-Modi: Karriere, benutzerdefiniertes Event und Mehrspieler.

## Entwicklung
Die Entwicklung von Wreckfest begann 2012 unter dem Arbeitstitel Next Car Game und wurde erstmals im August 2013 von Bugbear Entertainment auf dem Next Car Game-Blog angekündigt. Bugbear Entertainment startete dazu eine Kickstarter-Kampagne, um die Entwicklung des Spieles zu finanzieren. Hierfür sollten 350.000 US-Dollar gesammelt werden. Die Kampagne wurde am 22. November 2013 abgebrochen, da das Spiel sein Finanzierungsziel nicht erreichen würde, da es nur 81.772 US-Dollar gesammelt hatte.
Nachdem die Kickstarter-Kampagne abgebrochen wurde, konzentrierte sich Bugbear auf eine Vorbestellungs-Kampagne, die über die offizielle Website von Next Car Game durchgeführt wurde. Unterstützern, die das Spiel vorbestellt hatten, wurde ein spielbarer Technology Sneak Peek zum Download zur Verfügung gestellt, der 24 Fahrzeuge und ein einziges Level umfasste, mit dem die Entwickler intern die Schadens-Engine des Spiels testen konnten. Nach einer sehr positiven Reaktion der Spieler auf die Vorschau veröffentlichte Bugbear eine erweiterte Version namens Sneak Peek v2.0 für alle Vorbesteller. Diese erweiterte Demo-Version beinhaltete zusätzliche Funktionen wie eine neue Zerstörungsmaschinerie, dynamischere zerstörbare Objekte und eine „Physikkanone“.
Nach dem Erfolg des Technology Sneak Peek wurde im Dezember 2013 eine Early-Access-Version des Spiels veröffentlicht. Die Vorabversion enthielt zwei spielbare Fahrzeuge und drei Strecken, Rennstrecken und eine Arena. Am 3. Oktober 2014 wurde in einem Blogeintrag bekannt gegeben, dass Next Car Game nun offiziell den Titel Wreckfest trägt. Die Veröffentlichung erfolgte am 14. Juni 2018 für Windows, die Veröffentlichung für PlayStation 4 und Xbox One am 27. August 2019.

### Soundtrack
| Nr. | Titel                   | Autor(en)                             | Länge |
| --- | ----------------------- | ------------------------------------- | ----- |
| 1.  | The Great Art of Living | Jay Ray                               | 3:38  |
| 2.  | 137                     | Jay Ray                               | 3:35  |
| 3.  | King Vultures           | Jay Ray                               | 3:04  |
| 4.  | Crucial Fracture        | Jay Ray                               | 3:52  |
| 5.  | Wolfpack                | Blind Channel                         | 3:18  |
| 6.  | Alone Against All       | Blind Channel                         | 3:26  |
| 7.  | Gasoline                | Cyan Kicks                            | 3:14  |
| 8.  | The Oceanhoarse         | Oceanhoarse                           | 4:17  |
| 9.  | Fading Neons            | Oceanhoarse                           | 4:15  |
| 10. | Tidal Wave              | Shiraz Lane                           | 3:44  |
| 11. | Harder to Breathe       | Shiraz Lane                           | 3:38  |
| 12. | Doors Will Open         | Hail Sagan                            | 3:43  |
| 13. | The Wolves Are Coming   | No Man’s Valley                       | 2:53  |
| 14. | Chariot                 | A Silent Truth                        |       |
| 15. | War                     | The Mowex, Marcus Klavan, Matt Litwin | 2:29  |
| 16. | Judas                   | Black Dali                            | 3:56  |
| 17. | In Your Waters          | Gorilla Pulp                          | 3:32  |
| 18. | Denial                  | State of Ember                        | 3:48  |
| 19. | Electromechanics        | Globalix                              |       |
| 20. | Check Point             | xceed                                 |       |
| 21. | Messier-77              | studiodamas                           |       |
| 22. | Hurt                    | One Desire                            | 5:08  |
| 23. | Buried Alive            | One Desire                            | 3:56  |

## Rezeption
Wreckfest erhielt überwiegend positive Kritiken.

„Ach, Bugbear! Da habt ihr mit tollem Fahrverhalten und starker Physik eine großartige Basis geschaffen, bremst sie mit scheinbar unnötigen Kleinigkeiten aber aus - der seichte höchste Schwierigkeitsgrad etwa, das ständige und unhandliche Umrüsten der Fahrzeuge, die starre Karriere, fehlende Anzeigen vor allem im Cockpit oder die umständliche Suche nach einem passenden Online-Rennen. Wreckfest hätte um einen Award kämpfen können, doch so bleibt die überzeugende Technik hinter ihren Möglichkeiten zurück. Dabei bin ich richtig angetan von den grundsätzlich cleveren Kontrahenten sowie der Art und Weise, wie man sich auf Wald- und Wiesenpisten durch ein rabiates Fahrerfeld nach vorne kämpft, um hier und da auch abseits der Strecke eine schnelle Route zu finden. Wer für martialisch angetriebenen Spaß zu haben ist, der kommt auf seine Kosten. Aber da war mehr drin!“